# 艾貌
艾貌（Ai beg，？—1254年）又作愛伯，伯牙兀氏（伯岳吾氏），蒙古帝国将领，康里人。
成吉思汗時艾貌率衆來歸，随从速不台那演征伐钦察，窝阔台汗时，艾貌作为千户征伐金朝，攻河西，收西关，破河南。1233年，繼從贵由征伐东夏。1235年，以五十戶跟从四太子阔出南伐南宋，命充怯憐口阿荅赤孛可孫。领兵渡长江，攻武昌。病逝于军中，一说力戰而死。其子也速䚟儿。

## 延伸阅读
[在维基数据编辑]
 《元史·卷123》，出自宋濂《元史》